# Rimae Gassendi

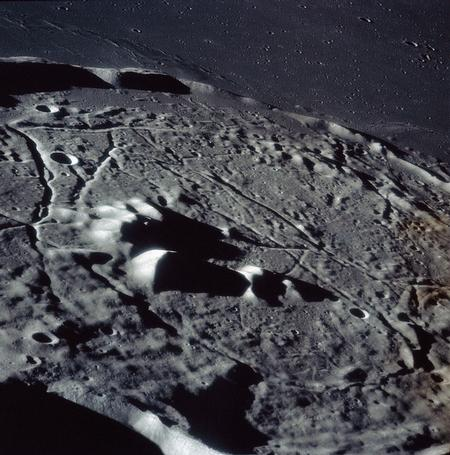
Kráter Gassendi se sítí brázd Rimae Gassendi.

Rimae Gassendi je soustava měsíčních brázd nacházejících se ve výrazném kráteru Gassendi na severozápadním okraji Mare Humorum (Moře vláhy) na přivrácené straně Měsíce. Podle kráteru je síť brázd pojmenována. Nejzdatnější pozorovatelé Měsíce z počátku 20. století v kráteru Gassendi rozeznali až 40 brázd. Střední selenografické souřadnice jsou 17,5° J, 39,9° Z.